# هولي فلاندرز
هولي فلاندرز (بالإنجليزية: Holly Flanders)‏ هي متزحلقة أمريكية، ولدت في 26 ديسمبر 1957 في أرلينغتون ‏ في الولايات المتحدة.

## وصلات خارجية
- هولي فلاندرز على موقع الاتحاد الدولي للتزلج (التزلج على المنحدرات الثلجية) (الإنجليزية)
- هولي فلاندرز على موقع أوليمبيديا (الإنجليزية)